# Сирмеж
Сирмеж (біл. вёска Сырмеж) — село в складі Мядельського району Мінської області, Білорусь. Село є адміністративним центром Сирмезької сільської ради, розташоване в північній частині області.